# Monica Johansson
Siv Bernice Monica Johansson, född 1 juni 1957 i Sölvesborg, Blekinge, är en svensk politiker (socialdemokrat) från Södermanland. Hon är gruppledare för Socialdemokraterna i Region Sörmland och regionråd i opposition. 

## Biografi
Monica Johansson växte upp i en arbetarfamilj i Sölvesborg som den yngsta dottern med två äldre systrar. Hennes far arbetade på järnvägen som lokeldare och hennes mor som servitris. 1960 flyttade familjen till Katrineholm där fadern fått arbete som lokförare.
Johansson är undersköterska och har tidigare varit fackligt aktiv i Kommunalarbetareförbundet och kommunpolitiskt aktiv för Socialdemokraterna i Katrineholm. Hon är bosatt i Katrineholm.

## Politik
Johansson efterträdde 2016 Åsa Kullgren som landstingsstyrelsens ordförande i Landstinget Sörmland (nuvarande Region Sörmland). Efter valet till regionen 2018 lyckades Socialdemokraterna återigen samla en majoritet tillsammans med Vård för pengarna och Centerpartiet. Partierna lovade att minska regionala administration, öka resurser till vårdpersonalen och bygga ut sjukvården i Region Sörmland.
Efter valet 2022 bildades en ny majoritet utan Socialdemokraterna. Monica Johansson blev i stället oppositionsråd.